# Mustafa
Mustafa är ett arabiskt namn som betyder Den utvalde.

## Ett urval personer med namnet Mustafa
- Mustafa Barzani, kurdisk nationalhjälte och legend
- Mustafa Kemal Atatürk, Turkiets landsfader
- Kara Mustafa
- Mustafa Ismailovski, före detta medlem i bandet Divlje Jagode
- Omar Mustafa, ordförande för Islamiska förbundet i Sverige (IFiS)